# Hynek Zohorna
Hynek Zohorna (* 1. srpna 1990 Havlíčkův Brod) je český profesionální hokejista v současnosti hrající za tým HC Kometa Brno na pozici útočníka. Jeho bratry jsou hokejisté Tomáš Zohorna a Radim Zohorna.

## Hráčská kariéra
S hokejem začal v Havlíčkově Brodě v pěti letech. V osmnácti letech hrál za juniorský tým Hradce Králové, kde si jej všiml trenér pražské Slavie Vladimír Růžička. Velký úspěch zaznamenal v juniorce Slavie, ze které později přešel formu hostování do družstva Rebelů z Havlíčkova Brodu. V sezoně 2010/2011 prošel s rebely až do semifinále první ligy, ve kterém byl tým z Havlíčkova Brodu poražen Ústeckými Lvy. Právě v play-off si jej vyhlédla brněnská Kometa a nabídla mu smlouvu, kterou okamžitě přijal. Po skončení sezóny 2017/2018 zamířil do finského klubu Pelicans Lahti. Ve finském týmu vydržel pouze rok a po skvělé sezóně zamířil pro rok 2019/2020 do Amuru Chabarovsk, hrající KHL. V roce 2022 zamířil do Švédského týmu IK Oskarshamn, ze kterého po jeho sestupu do druhé ligy v létě roku 2024 přestoupil do Brněnské Komety.[zdroj?]

## Ocenění a úspěchy
- 2018 ČHL - Nejvíce vstřelených branek v oslabení
- 2018 ČHL - Nejlepší střelec v playoff
- 2020 KHL - Utkání hvězd

## Prvenství

### ČHL
- Debut - 18. září 2011 (HC Oceláři Třinec proti HC Kometa Brno)
- První asistence - 18. září 2011 (HC Oceláři Třinec proti HC Kometa Brno)
- První gól - 18. září 2011 (HC Oceláři Třinec proti HC Kometa Brno, brankáři Peteru Hamerlíkovi)
- První hattrick - 22. ledna 2017 (Mountfield HK proti HC Kometa Brno)

### KHL
- Debut - 3. září 2019 (HK Sibir Novosibirsk proti Amur Chabarovsk)
- První asistence - 5. září 2019 (Barys Nur-Sultan proti Amur Chabarovsk)
- První gól - 28. září 2019 (Amur Chabarovsk proti HK Sibir Novosibirsk, brankáři Harri Sateri)

## Klubová statistika
| Sezóna       | Klub                     | Soutěž       |     | Základní část | Základní část | Základní část | Základní část | Základní část |    | Play off | Play off | Play off | Play off | Play off |
| Sezóna       | Klub                     | Soutěž       | Z   | G             | A             | B             | TM            | Z             | G  | A        | B        | TM       |          |          |
| 2006–07      | HC VČES Hradec Králové   | ČHL-18       | 39  | 11            | 14            | 25            | 55            | —             | —  | —        | —        | —        |          |          |
| 2007–08      | HC VCES Hradec Králové   | ČHL-20       | 7   | 0             | 0             | 0             | 4             | —             | —  | —        | —        | —        |          |          |
| 2008–09      | HC Slavia Praha          | ČHL-20       | 4   | 1             | 2             | 3             | 4             | 2             | 0  | 0        | 0        | 0        |          |          |
| 2008–09      | HC Rebel Havlíčkův Brod  | 1.ČHL        | 14  | 0             | 1             | 1             | 0             | —             | —  | —        | —        | —        |          |          |
| 2008–09      | HC Spartak Pelhřimov     | 2.ČHL        | 3   | 0             | 0             | 0             | 2             | —             | —  | —        | —        | —        |          |          |
| 2009–10      | HC Slavia Praha          | ČHL-20       | 50  | 12            | 27            | 39            | 40            | 9             | 6  | 2        | 8        | 16       |          |          |
| 2009–10      | HC Rebel Havlíčkův Brod  | 1.ČHL        | 1   | 0             | 0             | 0             | 0             | 2             | 0  | 1        | 1        | 0        |          |          |
| 2010–11      | HC Rebel Havlíčkův Brod  | ČHL-20       | 9   | 6             | 6             | 12            | 14            | —             | —  | —        | —        | —        |          |          |
| 2010–11      | HC Rebel Havlíčkův Brod  | 1.ČHL        | 40  | 11            | 8             | 19            | 22            | 14            | 5  | 2        | 7        | 10       |          |          |
| 2011–12      | HC Kometa Brno           | ČHL          | 51  | 5             | 9             | 14            | 24            | 20            | 2  | 3        | 5        | 8        |          |          |
| 2011–12      | HC Rebel Havlíčkův Brod  | 1.ČHL        | 9   | 2             | 4             | 6             | 0             | —             | —  | —        | —        | —        |          |          |
| 2012–13      | HC Kometa Brno           | ČHL          | 52  | 14            | 15            | 29            | 24            | —             | —  | —        | —        | —        |          |          |
| 2013–14      | HC Kometa Brno           | ČHL          | 48  | 6             | 7             | 13            | 38            | 17            | 5  | 4        | 9        | 4        |          |          |
| 2013–14      | SK Horácká Slavia Třebíč | 1.ČHL        | 3   | 1             | 1             | 2             | 0             | —             | —  | —        | —        | —        |          |          |
| 2013–14      | HC Rebel Havlíčkův Brod  | 1.ČHL        | 2   | 1             | 1             | 2             | 2             | —             | —  | —        | —        | —        |          |          |
| 2014–15      | HC Kometa Brno           | ČHL          | 19  | 3             | 8             | 11            | 12            | 10            | 2  | 2        | 4        | 4        |          |          |
| 2014–15      | HC Rebel Havlíčkův Brod  | 1.ČHL        | 7   | 2             | 1             | 3             | 4             | —             | —  | —        | —        | —        |          |          |
| 2015–16      | HC Kometa Brno           | ČHL          | 49  | 4             | 9             | 13            | 18            | 4             | 1  | 2        | 3        | 2        |          |          |
| 2016–17      | HC Kometa Brno           | ČHL          | 39  | 9             | 5             | 14            | 18            | 14            | 2  | 6        | 8        | 4        |          |          |
| 2016–17      | HC Dynamo Pardubice      | ČHL          | 7   | 0             | 0             | 0             | 0             | —             | —  | —        | —        | —        |          |          |
| 2017–18      | HC Kometa Brno           | ČHL          | 51  | 9             | 13            | 22            | 18            | 14            | 8  | 7        | 15       | 4        |          |          |
| 2018–19      | Pelicans Lahti           | Liiga        | 48  | 14            | 25            | 39            | 14            | 6             | 2  | 0        | 2        | 2        |          |          |
| 2019–20      | Amur Chabarovsk          | KHL          | 62  | 11            | 22            | 33            | 18            | —             | —  | —        | —        | —        |          |          |
| 2020–21      | Amur Chabarovsk          | KHL          | 47  | 11            | 15            | 26            | 30            | —             | —  | —        | —        | —        |          |          |
| 2021–22      | IK Oskarshamn            | SHL          | 48  | 10            | 19            | 29            | 16            | 10            | 1  | 2        | 3        | 11       |          |          |
| 2022–23      | IK Oskarshamn            | SHL          | 45  | 7             | 19            | 26            | 24            | 3             | 0  | 0        | 0        | 4        |          |          |
| 2023–24      | IK Oskarshamn            | SHL          | 48  | 8             | 5             | 13            | 16            | —             | —  | —        | —        | —        |          |          |
| 2024–25      | HC Kometa Brno           | ČHL          | 50  | 11            | 14            | 25            | 20            | 19            | 4  | 8        | 12       | 6        |          |          |
| Celkem v ČHL | Celkem v ČHL             | Celkem v ČHL | 366 | 61            | 80            | 141           | 172           | 104           | 24 | 33       | 57       | 36       |          |          |

## Reprezentace
| Rok                       | Tým                       | Soutěž                    | Z  | G | A | B | TM |
| ------------------------- | ------------------------- | ------------------------- | -- | - | - | - | -- |
| 2019                      | Česko                     | MS                        | 8  | 0 | 0 | 0 | 0  |
| 2022                      | Česko                     | OH                        | 4  | 0 | 2 | 2 | 0  |
| 2022                      | Česko                     | MS                        | 10 | 1 | 3 | 4 | 4  |
| Seniorská kariéra celkově | Seniorská kariéra celkově | Seniorská kariéra celkově | 22 | 1 | 5 | 6 | 4  |